# William Craft Brumfield
 (juin 2018).
Si vous disposez d'ouvrages ou d'articles de référence ou si vous connaissez des sites web de qualité traitant du thème abordé ici, merci de compléter l'article en donnant les références utiles à sa vérifiabilité et en les liant à la section « Notes et références ».
William Craft Brumfield, né le 28 juin 1944, est historien américain contemporain de l'architecture russe, conservateur et photographe d'architecture.
Brumfield est actuellement professeur d'études slaves à l'université Tulane.

## Biographie

### Enfance et études
Brumfield a grandi dans le sud profond des États-Unis, où il a développé son intérêt pour la Russie en lisant des romans russes.
Il a obtenu une licence en lettre à l'université Tulane en 1966 et une maîtrise à l'université de Californie à Berkeley, en 1968. Il arrive en Union soviétique pour la première fois en 1970, en tant qu'étudiant diplômé, débutant dans la photographie d'architecture. Il entame ses études de photographie professionnelle en 1974. Obtenant le titre de docteur en études slaves à l'université de Californie à Berkeley en 1973, il occupe le poste de professeur adjoint à l'université Harvard depuis 1974-1980.

### Vie en Russie
Il a passé un total de treize ans en Union soviétique et en Russie, faisant des recherches postdoctorales à l'université d'État de Moscou et à l'université d'État de Saint-Pétersbourg, mais surtout en voyageant à travers le nord du pays pour chercher et photographier les traces d'architecture vernaculaire. Dans une interview en 2005, à la question, lequel parmi ses itinéraires se démarquait le plus, Brumfield a choisi l’enquête photographique de Varzuga, village lointain, relié à la civilisation par une piste argileuse de sable de 150 kilomètres.

## Collections de son œuvre
Brumfield a fait don à la Bibliothèque du Congrès de sa collection d'environ 1 100 photographies d'architecture de la Russie du Nord tirés entre 1999-2003. Ses archives ont été numérisées avec l'aide de la Fondation nationale pour les sciences Humaines et de la bibliothèque de l'université de Washington.La collection de base de l'œuvre photographique de Brumfield est dans le Département de Collections d'Images de la National Gallery of Art à Washington D.C.. La Collection William C. Brumfield se compose de 12 500 tirages photographiques en noir-et-blanc, 8" x 10", et plus de 55 000 fichiers numériques, dont la plupart sont en couleur,.

## Livres et publications
Brumfield est spécialiste de façon générale en études slaves jusqu’en 1983, où il s’oriente vers l’histoire de l’architecture.
- L'Or dans l'Azur: Mille ans d'architecture russe.
- Les Origines de la modernité dans l'architecture russe (1991).
- Logement russe dans l'âge moderne: design et histoire sociale (1993).
- Une Histoire de l'architecture russe (1993), un best-seller selon le New York Times[9] qui a remporté le prix Livre Notable de la même année[10]).
- La Russie perdue: En photographiant les ruines de l'architecture russe (1995).
- Monuments-insignes de l'architecture russe: Une enquête photographique (1997).
- Le Commerce dans la culture urbaine russe: 1861-1914 (édition russe, 2000 ; édition anglaise, 2001).

En 1986, Brumfield organise la première exposition de tirages photographiques de la collection Prokudin-Gorsky à la Bibliothèque du Congrès. 

## Distinctions
En 2000, Brumfield est élu Bourse Guggenheim en Sciences Humaines–Histoire Russe. Depuis 2002, il est membre à part entière de l'Académie russe des sciences de l'architecture et de la construction (RAASN) et membre honoraire de l'Académie russe des beaux-arts, depuis 2006. En 2014, la Fondation D. S. Likhachev de Saint-Pétersbourg lui a décerné le prix D. S. Likhachev « pour sa contribution exceptionnelle à la préservation du patrimoine historique et culturel de la Russie ».